# Rachel Tozier
Rachel Leighanne Tozier (1 de abril de 1992) es una deportista estadounidense que compite en tiro, en la modalidad de tiro al plato.
Ganó una medalla de plata en el Campeonato Mundial de Tiro de 2023 y tres medallas en los Juegos Panamericanos, dos de plata en 2019 y una de bronce en 2023.

## Palmarés internacional
| Campeonato Mundial   | Campeonato Mundial | Campeonato Mundial | Campeonato Mundial |
| Año                  | Lugar              | Medalla            | Prueba             |
| -------------------- | ------------------ | ------------------ | ------------------ |
| 2023                 | Bakú (Azerbaiyán)  | Medalla de plata   | Foso mixto         |
| Juegos Panamericanos |                    |                    |                    |
| Año                  | Lugar              | Medalla            | Prueba             |
| 2019                 | Lima (Perú)        | Medalla de plata   | Foso               |
| 2019                 | Lima (Perú)        | Medalla de plata   | Foso mixto         |
| 2023                 | Santiago (Chile)   | Medalla de bronce  | Foso               |